# Хамптън (окръг)
Окръг Хамптън (на английски: Hampton County) е окръг в щата Южна Каролина, Съединени американски щати. Площта му е 1458 km², а населението – 18 561 души (1 април 2020). Административен център е град Хамптън.